# Forzate il blocco
Forzate il blocco (Stand by for Action) è un film del 1942 diretto da Robert Z. Leonard.

## Trama
Un giovane rampollo di una famiglia "bene", il tenente Jack Masterman, agli ordini del capitano Roberts, conosce la dura realtà della guerra sul mare a bordo di un vecchio e glorioso cacciatorpediniere che si distingue in numerose azioni di guerra. Nell'ultima, la più drammatica, il suo comandante, salvati sia i naufraghi raccolti a bordo che la nave, riceverà, per la sua valorosa impresa, un'ambita medaglia al valore militare.